# Perșani, Brașov
Perșani este un sat în comuna Șinca din județul Brașov, Transilvania, România. Este situată pe DN1 între orașele Codlea și Făgăraș.
Stațiune balneoclimaterică sezonieră, de interes local, situată în raza comunei Șinca, județul Brașov, pe râul Perșani, la poalele de vest ale Munților Perșani, la 400 m alt., la 25 km NV de Brașov. Climat de depresiune intramontană, sedativ. Izvoare cu ape minerale clorurate, bicarbonatate, sodice, hipotone.
Obiective turistice: fosta mănăstire rupestră Pleșiu (șase încăperi în stâncă), părăsită în anul 1700 * Peștera Mare de la Merești, din Munții Perșani, descoperită în sec.XVIII, unde s-au găsit resturi de ceramică aparținând primei Epoci a fierului (Hallstatt).

## Imagini

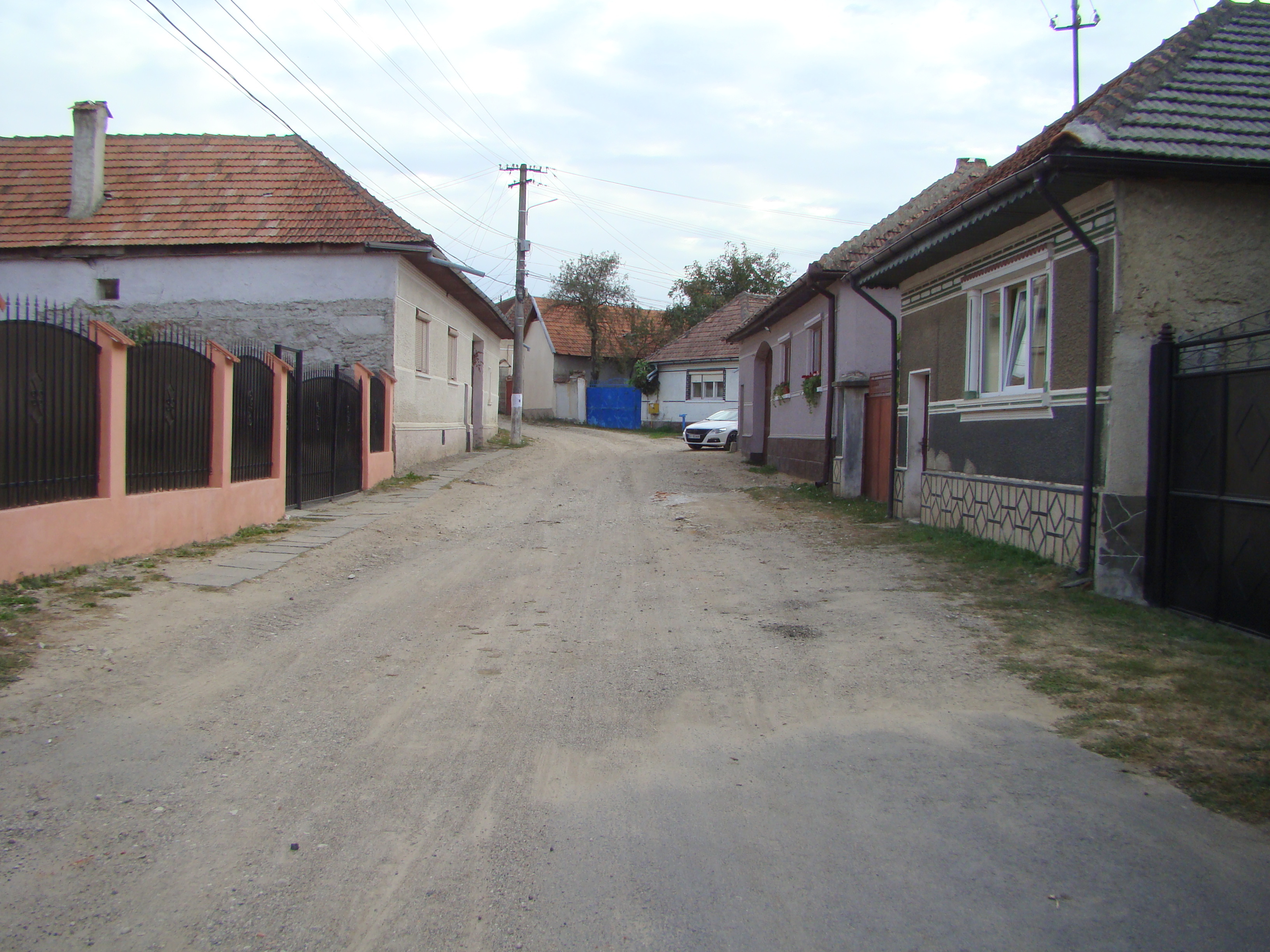
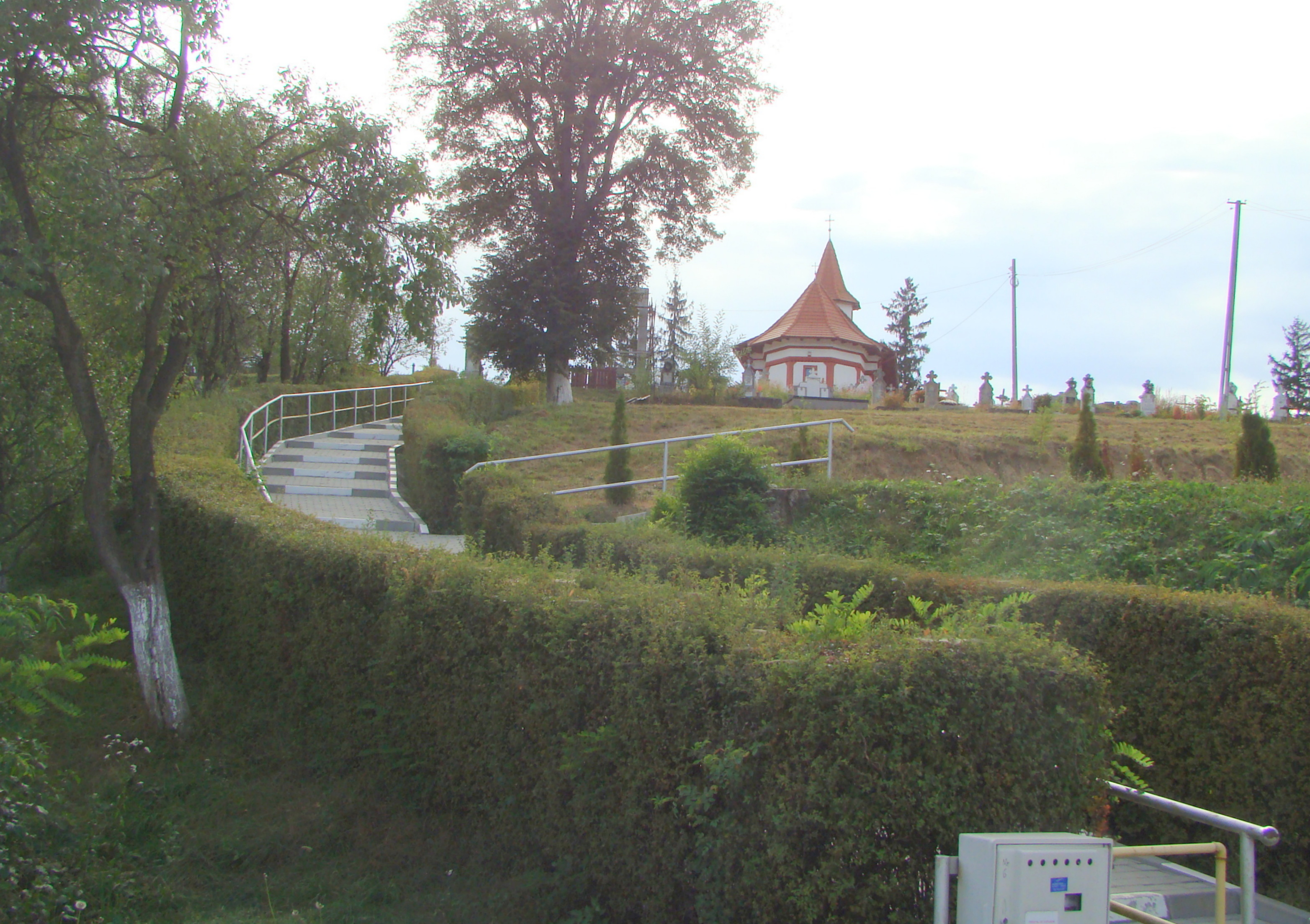
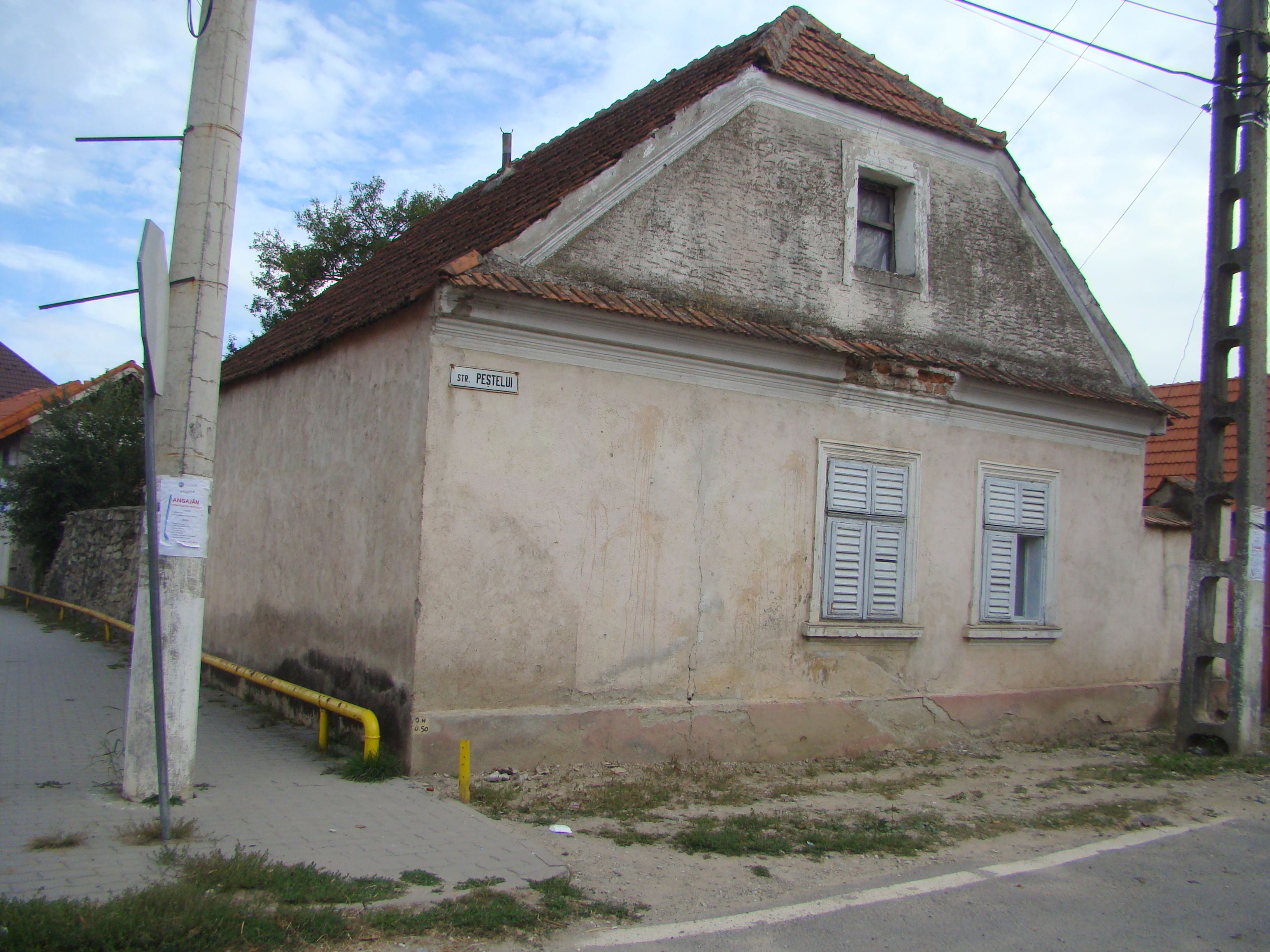
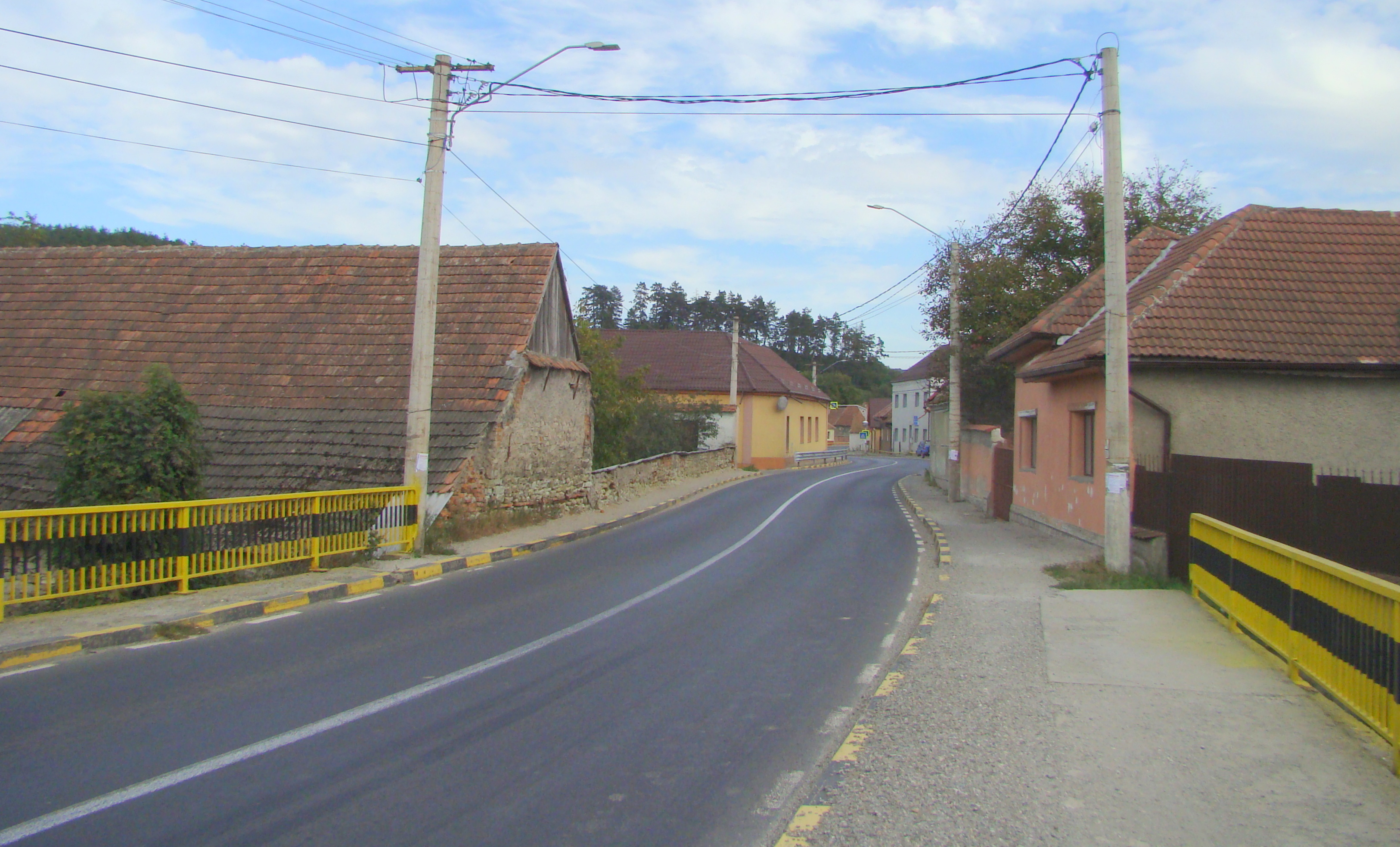